# GP2 Series 2013
La stagione 2013 della GP2 Series è stata, nella storia della categoria, la 9ª ad assegnare il Campionato Piloti e la 9ª ad assegnare il Campionato Scuderie. La stagione ha avuto inizio il 23 marzo e si è conclusa il 3 novembre dopo 22 gare. Il campionato piloti è andato allo svizzero Fabio Leimer della Racing Engineering, quello per le scuderie alla russa Russian Time.

## La pre-stagione

### Calendario
Il calendario della stagione prevede 11 weekend di gare, quale supporto a gare della stagione della Formula 1 2013, uno in meno della stagione precedente. Il calendario è stato reso noto il 19 dicembre 2012. La tappa al Nürburgring è stata confermata a gennaio 2013.
| Gara | Gara | Circuito                              | Giri | Lunghezza                  | Data         | Ora   | Supporto                          |
| ---- | ---- | ------------------------------------- | ---- | -------------------------- | ------------ | ----- | --------------------------------- |
| 1    | G1   | Sepang International Circuit          | 31   | 31 x 5,543 km = 171,833 km | 23 marzo     | 11:15 | Gran Premio della Malesia 2013    |
| 1    | G2   | Sepang International Circuit          | 22   | 22 x 5,543 km = 121,946 km | 24 marzo     | 12:15 | Gran Premio della Malesia 2013    |
| 2    | G1   | Bahrain International Circuit, Manama | 32   | 32 x 5,412 km = 173,184 km | 20 aprile    | 15:45 | Gran Premio del Bahrein 2013      |
| 2    | G2   | Bahrain International Circuit, Manama | 23   | 23 x 5,412 km = 124,476 km | 21 aprile    | 10:50 | Gran Premio del Bahrein 2013      |
| 3    | G1   | Circuito di Catalogna, Barcellona     | 37   | 37 x 4,655 km = 172,235 km | 11 maggio    | 15:40 | Gran Premio di Spagna 2013        |
| 3    | G2   | Circuito di Catalogna, Barcellona     | 26   | 26 x 4,655 km = 121,030 km | 12 maggio    | 10:35 | Gran Premio di Spagna 2013        |
| 4    | G1   | Circuito di Monte Carlo               | 42   | 42 x 3,340 km = 140,280 km | 24 maggio    | 11:15 | Gran Premio di Monaco 2013        |
| 4    | G2   | Circuito di Monte Carlo               | 30   | 30 x 3,340 km = 100,200 km | 25 maggio    | 16:10 | Gran Premio di Monaco 2013        |
| 5    | G1   | Circuito di Silverstone               | 29   | 29 x 5,891 km = 170,839 km | 29 giugno    | 14:40 | Gran Premio di Gran Bretagna 2013 |
| 5    | G2   | Circuito di Silverstone               | 21   | 21 x 5,891 km = 123,711 km | 30 giugno    | 09:35 | Gran Premio di Gran Bretagna 2013 |
| 6    | G1   | Nürburgring                           | 34   | 34 x 5,148 km = 175,032 km | 6 luglio     | 15:40 | Gran Premio di Germania 2013      |
| 6    | G2   | Nürburgring                           | 24   | 24 x 5,148 km = 123,552 km | 7 luglio     | 10:35 | Gran Premio di Germania 2013      |
| 7    | G1   | Hungaroring, Mogyoród                 | 37   | 37 x 4,381 km = 162,097 km | 27 luglio    | 15:40 | Gran Premio d'Ungheria 2013       |
| 7    | G2   | Hungaroring, Mogyoród                 | 28   | 28 x 4,381 km = 122,668 km | 28 luglio    | 10:35 | Gran Premio d'Ungheria 2013       |
| 8    | G1   | Circuito di Spa-Francorchamps         | 25   | 25 x 7,004 km = 175,100 km | 24 agosto    | 15:40 | Gran Premio del Belgio 2013       |
| 8    | G2   | Circuito di Spa-Francorchamps         | 18   | 18 x 7,004 km = 126,072 km | 25 agosto    | 10:35 | Gran Premio del Belgio 2013       |
| 9    | G1   | Autodromo Nazionale Monza             | 30   | 30 x 5,793 km = 173,790 km | 7 settembre  | 15:40 | Gran Premio d'Italia 2013         |
| 9    | G2   | Autodromo Nazionale Monza             | 21   | 21 x 5,793 km = 121,653 km | 8 settembre  | 10:35 | Gran Premio d'Italia 2013         |
| 10   | G1   | Singapore Street Circuit, Singapore   | 28   | 28 x 5,065 km = 141,820 km | 21 settembre | 16:05 | Gran Premio di Singapore 2013     |
| 10   | G2   | Singapore Street Circuit, Singapore   | 20   | 20 x 5,065 km = 101,300 km | 22 settembre | 16:10 | Gran Premio di Singapore 2013     |
| 11   | G1   | Circuito di Yas Marina, Isola Yas     | 31   | 31 x 5,554 km = 172,174 km | 2 novembre   | 12:10 | Gran Premio di Abu Dhabi 2013     |
| 11   | G2   | Circuito di Yas Marina, Isola Yas     | 22   | 22 x 5,554 km = 122,188 km | 3 novembre   | 13:15 | Gran Premio di Abu Dhabi 2013     |

### Test
Sono previste due sessioni di test ufficiali sul Circuito di Jerez e su quello di Barcellona.
| Circuito                          | Data                     | Pilota più veloce   | Team                | Tempo    | Giri |
| --------------------------------- | ------------------------ | ------------------- | ------------------- | -------- | ---- |
| Circuito di Jerez                 | 26 febbraio (mattina)    | Jolyon Palmer       | Carlin              | 1'25"330 | 19   |
| Circuito di Jerez                 | 26 febbraio (pomeriggio) | Tom Dillmann        | Hilmer Motorsport   | 1'25"059 | 23   |
| Circuito di Jerez                 | 27 febbraio (mattina)    | Tom Dillmann        | Hilmer Motorsport   | 1'24"400 | 19   |
| Circuito di Jerez                 | 27 febbraio (pomeriggio) | Stéphane Richelmi   | DAMS                | 1'24"604 | 37   |
| Circuito di Jerez                 | 28 febbraio (mattina)    | Adrian Quaife-Hobbs | MP Motorsport       | 1'26"442 | 28   |
| Circuito di Jerez                 | 28 febbraio (pomeriggio) | James Calado        | ART Grand Prix      | 1'24"659 | 54   |
| Circuito di Catalogna, Barcellona | 5 marzo (mattina)        | James Calado        | ART Grand Prix      | 1'50"928 | 20   |
| Circuito di Catalogna, Barcellona | 5 marzo (pomeriggio)     | Stefano Coletti     | Rapax               | 1'29"868 | 24   |
| Circuito di Catalogna, Barcellona | 6 marzo (mattina)        | James Calado        | ART Grand Prix      | 1'50"218 | 30   |
| Circuito di Catalogna, Barcellona | 6 marzo (pomeriggio)     | Johnny Cecotto Jr.  | Arden International | 1'52"781 | 18   |
| Circuito di Catalogna, Barcellona | 7 marzo (mattina)        | Stefano Coletti     | Rapax               | 1'29"055 | 30   |
| Circuito di Catalogna, Barcellona | 7 marzo (pomeriggio)     | Felipe Nasr         | Carlin              | 1'29"381 | 46   |

## Piloti e team

### Scuderie
Il team MP Motorsport entra nella categoria al posto della Scuderia Coloni; la squadra olandese è già presente in F. Renault e in Auto GP. Al posto della Ocean Racing Technology, che abbandona la categoria, viene selezionata la scuderia tedesca Hilmer Motorsport. Il titolare di questa squadra è Franz Hilmer, proprietario della Formtech. La scuderia è appoggiata dal team italiano JD Motorsport, che ospita le vetture del team tedesco, che è in attesa di trovare una sede adeguata.
A marzo, poco prima dell'inizio del campionato, anche la scuderia britannica iSport International esce dal campionato: il team nel 2007 aveva vinto il campionato con Timo Glock; al suo posto fa l'esordio la prima scuderia russa del campionato, la Russian Time.

### Piloti
Esteban Gutiérrez, pilota della Lotus ART nel 2012, diventa pilota titolare della Sauber in Formula 1; anche Max Chilton, impiegato nel 2012 dalla Carlin, passa in F1, alla Marussia.
Il campione della GP2 Series 2012, Davide Valsecchi diventa terzo pilota del Lotus F1 Team. Al suo posto la DAMS ingaggia Marcus Ericsson, proveniente dalla iSport International; anche Felipe Nasr, l'altro pilota 2012, abbandona la scuderia francese per trasferirsi alla Carlin. La DAMS iscrive così Stéphane Richelmi, proveniente dalla Trident Racing. La Carlin completa la coppia di piloti con Jolyon Palmer, che arriva dalla iSport International. Dalla Carlin Rio Haryanto passa alla Barwa Addax, ove trova il confermato Jake Rosenzweig.
La ART Grand Prix conferma James Calado e promuove dalla GP3 Series Daniel Abt. Anche l'Arden International promuove dalla GP3 Series, dove fu campione 2012, Mitch Evans; col neozelandese viene ingaggiato Johnny Cecotto Jr., che arriva dalla Barwa Addax. La Racing Engineering tiene Fabio Leimer e assume Julián Leal, proveniente dalla Trident. La Caterham Racing ingaggia il cinese Ma Qinghua, già pilota di riserva del team di F1.
La Rapax ingaggia Simon Trummer dalla Arden e conferma Stefano Coletti. L'altro pilota della Rapax, Tom Dillmann passa alla Russian Time. Anche il Team Lazarus conferma René Binder, mentre la MP Motorsport promuove Daniël de Jong, già impiegato in Auto GP nel 2012.
Per la gara del Bahrein, il pilota olandese Robin Frijns, campione 2012 della World Series Renault, prende il posto di Conor Daly col team Hilmer. Alexander Rossi, invece, rimpiazza Ma Qinghua a partire dallo stesso week-end e per tutto il resto della stagione. A partire dalla gara della Spagna, Jon Lancaster sostituisce Pål Varhaug alla Hilmer. In occasione della gara di Silverstone, la Lazarus chiama al posto di Kevin Giovesi Fabrizio Crestani e poi, dal fine settimana dell'Ungheria, Vittorio Ghirelli. Kevin Ceccon della Trident viene rimpiazzato in Ungheria e a Spa da Ricardo Teixeira, a Monza da Sergio Campana e a Singapore e Abu Dhabi da Gianmarco Raimondo. All'Hungaroring vi è anche un altro avvicendamento alla Hilmer, tra Robin Frijns e Adrian Quaife-Hobbs, il quale lascia il team MP Motorsport, che a sua volta ingaggia Dani Clos; Frijns ritrova un posto alla Hilmer in Belgio, dove sostituisce per una gara Jon Lancaster.

### Tabella riassuntiva
| Team                 | Nº | Pilota              | Weekend di gare |
| -------------------- | -- | ------------------- | --------------- |
| DAMS                 | 1  | Marcus Ericsson     | Tutti           |
| DAMS                 | 2  | Stéphane Richelmi   | Tutti           |
| ART Grand Prix       | 3  | James Calado        | Tutti           |
| ART Grand Prix       | 4  | Daniel Abt          | Tutti           |
| Arden International  | 5  | Johnny Cecotto Jr.  | Tutti           |
| Arden International  | 6  | Mitch Evans         | Tutti           |
| Racing Engineering   | 7  | Julián Leal         | Tutti           |
| Racing Engineering   | 8  | Fabio Leimer        | Tutti           |
| Carlin               | 9  | Felipe Nasr         | Tutti           |
| Carlin               | 10 | Jolyon Palmer       | Tutti           |
| Russian Time         | 11 | Sam Bird            | Tutti           |
| Russian Time         | 12 | Tom Dillmann        | Tutti           |
| EQ8 Caterham Racing  | 14 | Sergio Canamasas    | Tutti           |
| EQ8 Caterham Racing  | 15 | Ma Qinghua          | 1               |
| EQ8 Caterham Racing  | 15 | Alexander Rossi     | 2-11            |
| Barwa Addax Team     | 16 | Jake Rosenzweig     | Tutti           |
| Barwa Addax Team     | 17 | Rio Haryanto        | Tutti           |
| Rapax                | 18 | Stefano Coletti     | Tutti           |
| Rapax                | 19 | Simon Trummer       | Tutti           |
| Trident Racing       | 20 | Nathanaël Berthon   | Tutti           |
| Trident Racing       | 21 | Kevin Ceccon        | 1-6             |
| Trident Racing       | 21 | Ricardo Teixeira    | 7-8             |
| Trident Racing       | 21 | Sergio Campana      | 9               |
| Trident Racing       | 21 | Gianmarco Raimondo  | 10-11           |
| Hilmer Motorsport    | 22 | Conor Daly          | 1               |
| Hilmer Motorsport    | 22 | Adrian Quaife-Hobbs | 7-11            |
| Hilmer Motorsport    | 22 | Robin Frijns        | 2-6             |
| Hilmer Motorsport    | 23 | Robin Frijns        | 8               |
| Hilmer Motorsport    | 23 | Pål Varhaug         | 1-2             |
| Hilmer Motorsport    | 23 | Jon Lancaster       | 3-7, 9-11       |
| Venezuela GP Lazarus | 24 | René Binder         | Tutti           |
| Venezuela GP Lazarus | 25 | Kevin Giovesi       | 1-4             |
| Venezuela GP Lazarus | 25 | Fabrizio Crestani   | 5-6             |
| Venezuela GP Lazarus | 25 | Vittorio Ghirelli   | 7-11            |
| MP Motorsport        | 26 | Adrian Quaife-Hobbs | 1-6             |
| MP Motorsport        | 26 | Dani Clos           | 7-11            |
| MP Motorsport        | 27 | Daniël de Jong      | Tutti           |

## Circuiti e gare
Nella stagione la categoria terrà una sola gara sul circuito di Manama in Bahrein, in occasione del Gran Premio di F1. La serie torna sul circuito di Yas Marina, dopo un anno di assenza: sul tracciato si svolsero le Finali GP2 Series 2011, gare non valide per il campionato. In assenza del Gran Premio d'Europa dal calendario della F1 il circuito urbano di Valencia viene escluso anche dall'ospitare la GP2. Infine, sempre come accade in F1, prosegue l'alternanza in Germania: quest'anno l'evento si terrà sul circuito del Nürburgring.

## Sistema di punteggio
I punti vengono assegnati ai primi dieci classificati in gara-1 (detta anche gara lunga o feature race) e ai primi otto in gara-2 (detta anche gara corta o sprint race). Colui che conquista la pole position riceve 4 punti, mentre 2 sono assegnati a chi fa il giro più veloce, ma solo se si trova all'interno della top ten, sia in gara-1 che in gara-2. Non sono assegnati punti extra al poleman di gara-2 poiché si tratta semplicemente dell'8° arrivato in gara-1 che si trova catapultato in prima posizione a causa della regola della griglia invertita. Per quel che riguarda la classifica a squadre, il punteggio è dato dalla somma dei punti ottenuti dai due piloti appartenenti al team.
Punti in feature race
| Posizione | 1º | 2º | 3º | 4º | 5º | 6º | 7º | 8º | 9º | 10º | Pole | GPV |
| Punti     | 25 | 18 | 15 | 12 | 10 | 8  | 6  | 4  | 2  | 1   | 4    | 2   |

Punti in sprint race
I punti sono assegnati ai primi otto classificati.
| Posizione | 1º | 2º | 3º | 4º | 5º | 6º | 7º | 8º | GPV |
| Punti     | 15 | 12 | 10 | 8  | 6  | 4  | 2  | 1  | 2   |

## Risultati e classifiche

### Gare
| Gara | Gara | Circuito    | Tempo       | Velocità     | Pole position      | Giro veloce        | Pilota vincitore    | Team vincitore      |
| ---- | ---- | ----------- | ----------- | ------------ | ------------------ | ------------------ | ------------------- | ------------------- |
| 1    | G1   | Sepang      | 57'49"385   | 178,302 km/h | Stefano Coletti    | Sam Bird           | Fabio Leimer        | Racing Engineering  |
| 1    | G2   | Sepang      | 40'49"455   | 179,225 km/h |                    | Stefano Coletti    | Stefano Coletti     | Rapax               |
| 2    | G1   | Manama      | 57'21"528   | 180,901 km/h | Fabio Leimer       | Johnny Cecotto Jr. | Fabio Leimer        | Racing Engineering  |
| 2    | G2   | Manama      | 41'08"133   | 181,200 km/h |                    | Sam Bird           | Sam Bird            | Russian Time        |
| 3    | G1   | Barcellona  | 1h00'38"896 | 170,269 km/h | Marcus Ericsson    | Jon Lancaster      | Robin Frijns        | Hilmer Motorsport   |
| 3    | G2   | Barcellona  | 41'49"895   | 173,415 km/h |                    | Stefano Coletti    | Stefano Coletti     | Rapax               |
| 4    | G1   | Montecarlo  | 1h36'15"919 | 87,433 km/h  | Johnny Cecotto Jr. | Stefano Coletti    | Sam Bird            | Russian Time        |
| 4    | G2   | Montecarlo  | 42'50"707   | 140,319 km/h |                    | Stefano Coletti    | Stefano Coletti     | Rapax               |
| 5    | G1   | Silverstone | 51'32"250   | 198,734 km/h | Marcus Ericsson    | Tom Dillmann       | Sam Bird            | Russian Time        |
| 5    | G2   | Silverstone | 37'19"528   | 198,647 km/h |                    | Jon Lancaster      | Jon Lancaster       | Hilmer Motorsport   |
| 6    | G1   | Nürburgring | 1h00'16"988 | 163,706 km/h | Stéphane Richelmi  | Marcus Ericsson    | Marcus Ericsson     | DAMS                |
| 6    | G2   | Nürburgring | 42'37"655   | 173,542 km/h |                    | James Calado       | Jon Lancaster       | Hilmer Motorsport   |
| 7    | G1   | Hungaroring | 57'14"477   | 165,275 km/h | Tom Dillmann       | Marcus Ericsson    | Jolyon Palmer       | Carlin              |
| 7    | G2   | Hungaroring | 45'06"319   | 163,122 km/h |                    | Nathanaël Berthon  | Nathanaël Berthon   | Trident             |
| 8    | G1   | Spa         | 52'55"642   | 198,357 km/h | Sam Bird           | Tom Dillmann       | Sam Bird            | Russian Time        |
| 8    | G2   | Spa         | 36'21"338   | 207,859 km/h |                    | James Calado       | James Calado        | ART Grand Prix      |
| 9    | G1   | Monza       | 47'48"311   | 217,734 km/h | Sam Bird           | Sam Bird           | Fabio Leimer        | Racing Engineering  |
| 9    | G2   | Monza       | 32'51"149   | 221,616 km/h |                    | Fabio Leimer       | Adrian Quaife-Hobbs | Hilmer Motorsport   |
| 10   | G1   | Singapore   | 57'14"130   | 148,526 km/h | Jolyon Palmer      | Jolyon Palmer      | Jolyon Palmer       | Carlin              |
| 10   | G2   | Singapore   | 40'36"444   | 149,474 km/h |                    | Marcus Ericsson    | Sam Bird            | Russian Time        |
| 11   | G1   | Yas Marina  | 1h00'16"414 | 160,220 km/h | Alexander Rossi    | Jolyon Palmer      | Alexander Rossi     | EQ8 Caterham Racing |
| 11   | G2   | Yas Marina  | 44'04"124   | 166,203 km/h |                    | Dani Clos          | James Calado        | ART Grand Prix      |

### Classifica piloti
| Pos. | Pilota              | MAL | MAL | BAH | BAH | SPA | SPA | MON | MON | GBR | GBR | GER | GER | UNG | UNG | BEL | BEL | ITA | ITA | SIN | SIN | ABU | ABU | Punti |
| ---- | ------------------- | --- | --- | --- | --- | --- | --- | --- | --- | --- | --- | --- | --- | --- | --- | --- | --- | --- | --- | --- | --- | --- | --- | ----- |
| 1    | Fabio Leimer        | 1   | 12  | 1   | 9   | 18  | 9   | Rit | 13  | 4   | 15  | 4   | 3   | 4   | 3   | 4   | 5   | 1   | 6   | 5   | 3   | 4   | 3   | 201   |
| 2    | Sam Bird            | 7   | Rit | 6   | 1   | 21† | 12  | 1   | 24  | 1   | 5   | 13  | 8   | 10  | 8   | 1   | 14  | 2   | 4   | 8   | 1   | 10  | 4   | 181   |
| 3    | James Calado        | 2   | Rit | 12  | 5   | Rit | 11  | 5   | 5   | 9   | 3   | 2   | 2   | 9   | 6   | 8   | 1   | 6   | 26  | 3   | 20  | 6   | 1   | 157   |
| 4    | Felipe Nasr         | 4   | 2   | 4   | 2   | 2   | 3   | 4   | 4   | Rit | 7   | 9   | 4   | 3   | 5   | Rit | 8   | Rit | 12  | 2   | 16  | 7   | 18  | 154   |
| 5    | Stefano Coletti     | 3   | 1   | 2   | 3   | 4   | 1   | 6   | 1   | 21† | 10  | 3   | 19  | 16  | 20† | 13  | 23  | Rit | 13  | 12  | 24  | 20† | 9   | 135   |
| 6    | Marcus Ericsson     | Rit | 13  | 13  | Rit | Rit | 20  | Rit | 18  | 11  | 8   | 1   | 13  | 2   | 4   | 2   | 15  | Rit | 23  | 7   | 2   | 3   | 6   | 121   |
| 7    | Jolyon Palmer       | 6   | 9   | 5   | 6   | 10  | 4   | Rit | 12  | 6   | Rit | 24  | 11  | 1   | 12  | 15  | 6   | Rit | 10  | 1   | 17  | 2   | Rit | 119   |
| 8    | Stéphane Richelmi   | 8   | 4   | Rit | 13  | 15  | 15  | 9   | 8   | 2   | 19  | 5   | Rit | 5   | 9   | 7   | 4   | 4   | 25  | 4   | 4   | Rit | 20  | 103   |
| 9    | Alexander Rossi     |     |     | 3   | 20  | 6   | 6   | Rit | 19  | 10  | 9   | 11  | 6   | 13  | 16  | 3   | 22  | 8   | 2   | Rit | 23  | 1   | Rit | 92    |
| 10   | Tom Dillmann        | 14  | 11  | 8   | 4   | 5   | 26  | 11  | 25  | 3   | 6   | 8   | Rit | 20  | 11  | 5   | 9   | 3   | 5   | 6   | 14  | Rit | NP  | 92    |
| 11   | Jon Lancaster       |     |     |     |     | 3   | 10  | 12  | 17  | 5   | 1   | 7   | 1   | 23  | 18  |     |     | 13  | 17  | 9   | 5   | Rit | Rit | 73    |
| 12   | Julián Leal         | 5   | Rit | 19  | 16  | 13  | 25† | Rit | 14  | 8   | 4   | 22  | 12  | 15  | 21  | 6   | 2   | 5   | 3   | Rit | 12  | 16  | 10  | 62    |
| 13   | Adrian Quaife-Hobbs | Rit | 17  | 7   | 8   | 17  | 21  | 8   | 2   | 12  | 11  | Rit | 16  | 18  | Rit | 10  | 3   | 7   | 1   | 22  | 8   | 11  | 21† | 56    |
| 14   | Mitch Evans         | 10  | 3   | Rit | 15  | 12  | 13  | 3   | 3   | 19  | 14  | 16  | 7   | 7   | 2   | 11  | 10  | Rit | 15  | 11  | 15  | Rit | 14  | 56    |
| 15   | Robin Frijns        |     |     | 21  | 23  | 1   | 2   | Rit | 15  | 13  | Rit | 6   | Rit |     |     | 9   | Rit |     |     |     |     |     |     | 47    |
| 16   | Johnny Cecotto Jr.  | 12  | 5   | 10  | 12  | 8   | 5   | Rit | ES  | 17  | Rit | 10  | 5   | 21  | Rit | 14  | 7   | 12  | 8   | 14  | 6   | 8   | Rit | 41    |
| 17   | Kevin Ceccon        | 17  | 22  | 11  | 10  | 7   | 7   | 2   | 7   | Rit | 12  | Rit | NP  |     |     |     |     |     |     |     |     |     |     | 28    |
| 18   | Dani Clos           |     |     |     |     |     |     |     |     |     |     |     |     | 14  | Rit | 20  | 19  | 18  | 9   | 10  | 21  | 5   | 2   | 25    |
| 19   | Rio Haryanto        | 20  | 18  | 15  | 24  | 9   | 24  | Rit | 16  | 7   | 2   | 18  | 14  | 11  | 10  | 19  | 25  | 14  | 7   | 20  | 11  | 14  | 12  | 22    |
| 20   | Nathanaël Berthon   | Rit | 21  | 17  | 22  | Rit | 23  | Rit | 21  | 20  | Rit | 17  | 15  | 8   | 1   | 22  | 13  | Rit | 21  | Rit | 10  | 18† | 13  | 21    |
| 21   | Simon Trummer       | 9   | 6   | 9   | 14  | 19  | 16  | 13  | 23  | 24  | 16  | 14  | 9   | 6   | 7   | 12  | 11  | Rit | 16  | 16  | 13  | 13  | 7   | 20    |
| 22   | Daniel Abt          | Rit | 16  | 14  | 7   | 11  | 8   | 16  | 22  | 15  | Rit | 21  | 18  | 24† | 14  | 16  | 16  | 17  | 22  | 13  | SQ  | 9   | 5   | 11    |
| 23   | René Binder         | 11  | 8   | 18  | 25  | 20  | 19  | 7   | 6   | 16  | 13  | 20  | 10  | 22  | 13  | Rit | 20  | 16  | 14  | 18  | 9   | 15  | 16  | 11    |
| 24   | Daniël de Jong      | Rit | 14  | Rit | 18  | 16  | 18  | 10  | 9   | 22  | 18  | 15  | Rit | 12  | Rit | Rit | 17  | 11  | 19  | 17  | 7   | 19† | 17  | 3     |
| 25   | Sergio Canamasas    | 19  | 15  | 20  | 11  | Rit | 14  | 15  | 11  | 23  | 20  | 12  | 17  | Rit | Rit | Rit | 12  | 9   | 11  | 19  | Rit | 12  | 8   | 3     |
| 26   | Conor Daly          | 13  | 7   |     |     |     |     |     |     |     |     |     |     |     |     |     |     |     |     |     |     |     |     | 2     |
| 27   | Vittorio Ghirelli   |     |     |     |     |     |     |     |     |     |     |     |     | 17  | 17  | 18  | 18  | 10  | 20  | Rit | 19  | Rit | 19  | 1     |
| 28   | Jake Rosenzweig     | 18  | 20  | 16  | 19  | 14  | 22  | 14  | 10  | 14  | 21  | 23  | 20  | 25† | 15  | 17  | 21  | Rit | 18  | 15  | 18  | 21† | 11  | 0     |
| 29   | Kevin Giovesi       | 16  | 10  | Rit | 17  | Rit | 17  | Rit | 20  |     |     |     |     |     |     |     |     |     |     |     |     |     |     | 0     |
| 30   | Gianmarco Raimondo  |     |     |     |     |     |     |     |     |     |     |     |     |     |     |     |     |     |     | 21  | 22  | 17  | 15  | 0     |
| 31   | Pål Varhaug         | 15  | 19  | Rit | 21  |     |     |     |     |     |     |     |     |     |     |     |     |     |     |     |     |     |     | 0     |
| 32   | Sergio Campana      |     |     |     |     |     |     |     |     |     |     |     |     |     |     |     |     | 15  | 24  |     |     |     |     | 0     |
| 33   | Fabrizio Crestani   |     |     |     |     |     |     |     |     | 18  | 17  | 19  | 21  |     |     |     |     |     |     |     |     |     |     | 0     |
| 34   | Ricardo Teixeira    |     |     |     |     |     |     |     |     |     |     |     |     | 19  | 19  | 21  | 24  |     |     |     |     |     |     | 0     |
| 35   | Ma Qinghua          | 21  | NP  |     |     |     |     |     |     |     |     |     |     |     |     |     |     |     |     |     |     |     |     | 0     |
| Pos  | Pilota              | MAL | MAL | BAH | BAH | SPA | SPA | MON | MON | GBR | GBR | GER | GER | UNG | UNG | BEL | BEL | ITA | ITA | SIN | SIN | ABU | ABU | Punti |

| Colore  | Risultato             |
| ------- | --------------------- |
| Oro     | Vincitore             |
| Argento | 2º posto              |
| Bronzo  | 3º posto              |
| Verde   | Finito a punti        |
| Blu     | Finito senza punti    |
| Viola   | Ritirato (Rit)        |
| Viola   | Non classificato (NC) |
| Rosso   | Non qualificato (NQ)  |
| Nero    | Squalificato (SQ)     |
| Bianco  | Non partito (NP)      |
| Bianco  | Non ha gareggiato     |
| Bianco  | Infortunato (INF)     |
| Bianco  | Escluso (ES)          |
| Bianco  | Gara cancellata (C)   |

### Classifica a squadre
| Pos | Team                 | Nº vettura | MAL | MAL | BAH | BAH | SPA | SPA | MON | MON | GBR | GBR | GER | GER | UNG | UNG | BEL | BEL | ITA | ITA | SIN | SIN | ABU | ABU | Punti |
| --- | -------------------- | ---------- | --- | --- | --- | --- | --- | --- | --- | --- | --- | --- | --- | --- | --- | --- | --- | --- | --- | --- | --- | --- | --- | --- | ----- |
| 1   | Russian Time         | 11         | 7   | Rit | 6   | 1   | 21† | 12  | 1   | 24  | 1   | 5   | 13  | 8   | 10  | 8   | 1   | 14  | 2   | 4   | 8   | 1   | 10  | 4   | 273   |
| 1   | Russian Time         | 12         | 14  | 11  | 8   | 4   | 5   | 26  | 11  | 25  | 3   | 6   | 8   | Rit | 20  | 11  | 5   | 9   | 3   | 5   | 6   | 14  | Rit | NP  | 273   |
| 2   | Carlin               | 9          | 4   | 2   | 4   | 2   | 2   | 3   | 4   | 4   | Rit | 7   | 9   | 4   | 3   | 5   | Rit | 8   | Rit | 12  | 2   | 16  | 7   | 18  | 273   |
| 2   | Carlin               | 10         | 6   | 9   | 5   | 6   | 10  | 4   | Rit | 12  | 6   | Rit | 24  | 11  | 1   | 12  | 15  | 6   | Rit | 10  | 1   | 17  | 2   | Rit | 273   |
| 3   | Racing Engineering   | 7          | 5   | Rit | 19  | 16  | 13  | 25† | Rit | 14  | 8   | 4   | 22  | 12  | 15  | 21  | 6   | 2   | 5   | 3   | Rit | 12  | 16  | 10  | 263   |
| 3   | Racing Engineering   | 8          | 1   | 12  | 1   | 9   | 18  | 9   | Rit | 13  | 4   | 15  | 4   | 3   | 4   | 3   | 4   | 5   | 1   | 6   | 5   | 3   | 4   | 3   | 263   |
| 4   | DAMS                 | 1          | Rit | 13  | 13  | Rit | Rit | 20  | Rit | 18  | 11  | 8   | 1   | 13  | 2   | 4   | 2   | 15  | Rit | 23  | 7   | 2   | 3   | 6   | 224   |
| 4   | DAMS                 | 2          | 8   | 4   | Rit | 13  | 15  | 15  | 9   | 8   | 2   | 19  | 5   | Rit | 5   | 9   | 7   | 4   | 4   | 25  | 4   | 4   | Rit | 20  | 224   |
| 5   | ART Grand Prix       | 3          | 2   | Rit | 12  | 5   | Rit | 11  | 5   | 5   | 9   | 3   | 2   | 2   | 9   | 6   | 8   | 1   | 6   | 26  | 3   | 20  | 6   | 1   | 168   |
| 5   | ART Grand Prix       | 4          | Rit | 16  | 14  | 7   | 11  | 8   | 16  | 22  | 15  | Rit | 21  | 18  | 24† | 14  | 16  | 16  | 17  | 22  | 13  | SQ  | 9   | 5   | 168   |
| 6   | Hilmer Motorsport    | 22         | 13  | 7   | 21  | 23  | 1   | 2   | Rit | 15  | 13  | Rit | 6   | Rit | 18  | Rit | 10  | 3   | 7   | 1   | 22  | 8   | 11  | 21† | 155   |
| 6   | Hilmer Motorsport    | 23         | 15  | 19  | Rit | 21  | 3   | 10  | 12  | 17  | 5   | 1   | 7   | 1   | 23  | 18  | 9   | Rit | 13  | 17  | 9   | 5   | Rit | Rit | 155   |
| 7   | Rapax                | 18         | 3   | 1   | 2   | 3   | 4   | 1   | 6   | 1   | 21† | 10  | 3   | 19  | 16  | 20† | 13  | 23  | Rit | 13  | 12  | 24  | 20† | 9   | 155   |
| 7   | Rapax                | 19         | 9   | 6   | 9   | 14  | 19  | 16  | 13  | 23  | 24  | 16  | 14  | 9   | 6   | 7   | 12  | 11  | Rit | 16  | 16  | 13  | 13  | 7   | 155   |
| 8   | Arden International  | 5          | 12  | 5   | 10  | 12  | 8   | 5   | Rit | ES  | 17  | Rit | 10  | 5   | 21  | Rit | 14  | 7   | 12  | 8   | 14  | 6   | 8   | Rit | 97    |
| 8   | Arden International  | 6          | 10  | 3   | Rit | 15  | 12  | 13  | 3   | 3   | 19  | 14  | 16  | 7   | 7   | 2   | 11  | 10  | Rit | 15  | 11  | 15  | Rit | 14  | 97    |
| 9   | EQ8 Caterham Racing  | 14         | 19  | 15  | 20  | 11  | Rit | 14  | 15  | 11  | 23  | 20  | 12  | 17  | Rit | Rit | Rit | 12  | 9   | 11  | 19  | Rit | 12  | 8   | 95    |
| 9   | EQ8 Caterham Racing  | 15         | 21  | NP  | 3   | 20  | 6   | 6   | Rit | 19  | 10  | 9   | 11  | 6   | 13  | 16  | 3   | 22  | 8   | 2   | Rit | 23  | 1   | Rit | 95    |
| 10  | MP Motorsport        | 26         | Rit | 17  | 7   | 8   | 17  | 21  | 8   | 2   | 12  | 11  | Rit | 16  | 14  | Rit | 20  | 19  | 18  | 9   | 10  | 21  | 5   | 2   | 51    |
| 10  | MP Motorsport        | 27         | Rit | 14  | Rit | 18  | 16  | 18  | 10  | 9   | 22  | 18  | 15  | Rit | 12  | Rit | Rit | 17  | 11  | 19  | 17  | 7   | 19† | 17  | 51    |
| 11  | Trident Racing       | 20         | Rit | 21  | 17  | 22  | Rit | 23  | Rit | 21  | 20  | Rit | 17  | 15  | 8   | 1   | 22  | 13  | Rit | 21  | Rit | 10  | 18† | 13  | 49    |
| 11  | Trident Racing       | 21         | 17  | 22  | 11  | 10  | 7   | 7   | 2   | 7   | Rit | 12  | Rit | NP  | 19  | 19  | 21  | 24  | 15  | 24  | 21  | 22  | 17  | 15  | 49    |
| 12  | Barwa Addax Team     | 16         | 18  | 20  | 16  | 19  | 14  | 22  | 14  | 10  | 14  | 21  | 23  | 20  | 25† | 15  | 17  | 21  | Rit | 18  | 15  | 18  | 21† | 11  | 22    |
| 12  | Barwa Addax Team     | 17         | 20  | 18  | 15  | 24  | 9   | 24  | Rit | 16  | 7   | 2   | 18  | 14  | 11  | 10  | 19  | 25  | 14  | 7   | 20  | 11  | 14  | 12  | 22    |
| 13  | Venezuela GP Lazarus | 24         | 11  | 8   | 18  | 25  | 20  | 19  | 7   | 6   | 16  | 13  | 20  | 10  | 22  | 13  | Rit | 20  | 16  | 14  | 18  | 9   | 15  | 16  | 12    |
| 13  | Venezuela GP Lazarus | 25         | 16  | 10  | Rit | 17  | Rit | 17  | Rit | 20  | 18  | 17  | 19  | 21  | 17  | 17  | 18  | 18  | 10  | 20  | Rit | 19  | Rit | 19  | 12    |
| Pos | Team                 | Nº vettura | MAL | MAL | BAH | BAH | SPA | SPA | MON | MON | GBR | GBR | GER | GER | UNG | UNG | BEL | BEL | ITA | ITA | SIN | SIN | ABU | ABU | Punti |

| Colore  | Risultato             |
| ------- | --------------------- |
| Oro     | Vincitore             |
| Argento | 2º posto              |
| Bronzo  | 3º posto              |
| Verde   | Finito a punti        |
| Blu     | Finito senza punti    |
| Viola   | Ritirato (Rit)        |
| Viola   | Non classificato (NC) |
| Rosso   | Non qualificato (NQ)  |
| Nero    | Squalificato (SQ)     |
| Bianco  | Non partito (NP)      |
| Bianco  | Non ha gareggiato     |
| Bianco  | Infortunato (INF)     |
| Bianco  | Escluso (ES)          |
| Bianco  | Gara cancellata (C)   |